# Fitzcarrald (distrito)
Fitzcarrald é um distrito do Peru, departamento de Madre de Dios, localizada na província de Manu.

## Transporte
O distrito de itzcarrald é servido pela seguinte rodovia:
- PE-5S, que liga o distrito de Chanchamayo (Região de Junín) Fronteira Bolívia-Peru (em Puerto Maldonado) - no distrito de Tambopata (Região de Madre de Dios)
- MD-100, que liga o distrito à cidade de Inambari
- MD-101, que liga o distrito à cidade de Tambopata